# Perui bíborfecske
A perui bíborfecske (Progne murphyi) a madarak osztályának verébalakúak (Passeriformes) rendjébe, ezen belül a fecskefélék (Hirundinidae) családjába tartozó faj.

## Rendszerezése
A fajt Frank Chapman amerikai ornitológus írta le 1925-ben.

## Előfordulása
A Csendes-óceán tengervidékén, Peru és Chile területén honos. Természetes élőhelyei a szubtrópusi és trópusi esőerdők és füves puszták, sziklás környezetben, valamint szántóföldek, legelők és városi régiók. Állandó, nem vonuló faj.

## Megjelenése
Testhossza 17 centiméter.

## Életmódja
Rovarokkal táplálkozik.

## Természetvédelmi helyzete
Az elterjedési területe nem nagy, egyedszáma 2500-9999 példány közötti és csökken. A Természetvédelmi Világszövetség Vörös listáján sebezhető fajként szerepel.